# Guinea-Bissau
Guinea-Bissau er et land i Vestafrika, som ligger ud til Atlanterhavet. Guinea-Bissau grænser til Guinea og Senegal. Tidligere var landet en portugisisk koloni og kendt under navnet Portugisisk Guinea. Navnet på landets hovedstad, Bissau, blev ved uafhængigheden tilføjet landets navn for at undgå forveksling med Republikken Guinea. Landet er et af de fattigste i verden.

## Geografi
Landet ligger på vestkysten af Afrika mod Atlanterhavet og grænser op til Senegal og Guinea. Det er et af de mindste lande i Afrika med et landareal på 28.120 km² og et befolkningstal på omkring to millioner indbyggere (ultimo 2020). Landet har et tropisk til subtropisk klima, og regntiden varer fra maj til oktober. I Guinea-Bissau findes der endvidere store tropiske skove. Det er ingen vandmangel, noget som er gunstigt for landets frugtbarhed.

## Demografi

### Religion
Det er fuld religionsfrihed i Guinea-Bissau. Omkring halvdelen af befolkningen tilhører animismen. Det vil sige at de tror på traditionelle lokale religioner, hvor man er meget optagede af de afdøde og deres sjæle. Animisterne mener, at de afdødes sjæle giver en slags kontakt mellem folk på jorden og de åndelige. Det findes også grupperinger indenfor katolicismen og islam.

### Befolkning og sprog
Indigenas er navnet på urbefolkningen i Guinea-Bissau, som består af mere end 30 forskellige etniske grupper. Nogle af disse er balanta, fulani, mandjako, mandingo, papel, europæere og blandet afrikanere-europæere. Det officielle sprog er portugisisk, men dette snakkes kun af en tredjedel af befolkningen. Videre er kriol, (kreolsprog, en blanding af portugisisk og vestafrikansk sprog), made og fulah de almindeligste sprog i landet.
En gennemsnitlig bondefamilie består af mindst tre generationer som bor sammen, og mændene kan have flere koner. Familiemedlemmerne bor normalt i egne hytter omkring en gård. Kvinderne har ansvaret for børnene og husholdningen, samtidig som de har en vigtig rolle i jordbruget. Det er normalt at børnene også arbejder, både på marken og i hjemmet.

## Historie
Denne del af Vest-Afrika har blevet kaldt Den hvide mands grav, fordi mange europæere døde af malaria her. Efter at franskmænd og briter havde brugt området som station for slavehandel gennem 1600- og 1700-tallet, kaldte Portugal området for Portugisiske Guinea og gjorde krav på det som koloni i 1879.
Det afrikanske parti for Guinea-Bissau og Kap Verdes uafhængighed (PAIGC) blev i 1956 grundlagt af Amilcar Cabral for at kæmpe mod de portugisiske kolonimyndigheder. En guerillakrig blev indledt i 1963 efter at Cabral erklærede fuld krig mod portugiserne. Efter ti års kamp havde PAIGC i 1973 vundet herredømmet over størsteparten af landet. Portugal afsluttede krigen og gav landet uafhængighed efter Nellikrevolutionen i 1974. Cabral blev landets første præsident og regerede med etpartistyre og planøkonomi frem til 1980, da han blev styrtet i et militærkup. Hans efterfølger blev Joao Bernardo «Nino» Vieria. Han indførte markedsøkonomi og et tilsyneladende flerpartisystem, men i realiteten blev politisk opposition undertrykt[kilde mangler]. 1980'erne var præget af flere kupforsøg mod Vieira, men han formåede at beholde magten.
I 1994 blev de første frie valg afholdt og Vieira blev valgt til præsident. I 1998 afskedigede han sin øverstkommanderende og udløste dermed militær mytteri og en ødelæggende borgerkrig. Efter internationale formidlinger og Vieiras afgang i maj 1999 blev der indgået våbenhvile mellem parterne, og en fredsstyrke bestående af soldater fra vestafrikanske lande sikrede freden. Nye valg blev afholdt i februar 2000, og Kumba Yalá blev indsat som præsident. I 2003 blev han afsat efter et kup, og Henrique Rosa blev interimpræsident efter at de militære mente, at den økonomiske og politiske situation udviklede sig negativt.
Valget i 2005 så igen Vieira som vinder, og han forsøgte at få landet ud af fattigdom med en strammere økonomisk politik og styrkning af privat sektor med støtte fra IMF og Verdensbanken. I marts 2009 blev Vieira imidlertid dræbt af soldater som ville tage hævn for det forudgående drab af general Batista Tagme Na Wai, en af Vieiras rivaler. Nationalforsamlingens præsident Raimundo Pereira blev interimpræsident. Det påfølgende valg i juni 2009 blev vundet af Malam Bacai Sanhá.

## Økonomi
Guinea-Bissau er et af de seks fattigste lande i verden. Uden naturressourcer er landbrugssektoren hovedindtægtskilde for landet, særlig produktion af cashewnødder er vigtig.
Noget over halvdelen af befolkningen er bønder, fiskere eller arbejder i skoven og dette udgør størstedelen af den økonomiske aktiviteten. Størsteparten af befolkningen bor i landsbyen, langt under skoler, markeder og helsecenter. Vejnettet er ret dårligt, og elektricitet findes kun i større byer, hvor tilførslen er sporadisk. Det findes minimalt med hospitaler og uddannelsessteder i landsbyerne og levestandarden er lav. En sæk med 50 kilo ris, som dækker næringsbehovet for en gennemsnitlig familie i en måned, koster næsten lige meget som en månedsløn for en lærer.
Landet mangler frem for alt gode veje, kommunikationsmidler, kapital og industri. Ved siden af cashewnødder er palmekerner, jordnødder, bomuld, fisk og tømmer de vigtigste eksportprodukter.
Den geografiske beliggenhed, talrige øer udenfor kysten og korruption særlig i militæret har gjort Guinea-Bissau til en mellemstation for narkotika på vej til Europa.
| Økonomiske nøgletal               | Værdi           | % av BNP | År, kilde                                                          |
| --------------------------------- | --------------- | -------- | ------------------------------------------------------------------ |
| BNP                               | 0,32 mia. US$   |          | 2006, UN Statistics (unstats.un.org)                               |
| BNP (vækst)                       | 4,6 %           |          | 2006, UN Statistics (unstats.un.org)                               |
| Industriproduktion (inkl. energi) | 72,3 %          |          | 2006, UN Statistics (unstats.un.org)                               |
| Konsumpriser                      | 1,25 %          |          | 2006, UN Statistics (unstats.un.org)                               |
| Handelsbalance                    | - 0,05 mia. US$ |          | 2006, UN Statistics (unstats.un.org)                               |
| Betalingsbalanse                  | 0,014 mia. US$  |          | 2004, WTO Trade Profiles (stat.wto.org)                            |
| Ulandsbistand                     |                 |          |                                                                    |
| Emigrantoverføringer              | 0,15 mia. US$   | 48,0 %   | 2006, IFAD / Inter-American Development Bank (NY Times 1.des 2007) |
| BNP per indbygger                 | 189 US$         |          | 2005, UN Statistics (unstats.un.org)                               |